# I Love to Love (But My Baby Loves to Dance)
«I Love to Love (But My Baby Loves to Dance)» es una canción de la cantante británica Tina Charles, lanzada en 1976 como el segundo sencillo de su álbum debut I Love to Love. La canción fue compuesta por Jack Robinson y James Bolden.  
El tema fue un éxito internacional tanto en su lanzamiento original en 1976 como cuando fue remezclado y reeditado por el DMC (Disco Mix Club) diez años más tarde. La versión DMC presenta el instrumental "Sunburn" de la Orquesta Biddu como su lado B. 

## Información de la canción
Charles a través de un amigo en común, el cantante Lee Vanderbilt, conoció al productor discográfico Biddu Appaiah, quien la animó a grabar "I Love to Love (But My Baby Loves to Dance)", utilizando a los músicos de Mánchester Richie Close (teclado), Clive Allen (guitarra), Des Browne (bajo) y Tom Daley (percusión) para crear  un sonido característico y exitoso.  
""I Love to Love..." fue un éxito internacional, alcanzando el número 1 en Irlanda, número 2 en Francia, los Países Bajos, Noruega, Portugal y Suecia, mientras que en Austria, Alemania y España el sencillo alcanzó respectivamente el 20, 6 y 3. La canción también fue un éxito en Australia llegando al puesto 6 y Nueva Zelanda 7. En Canadá "I Love to Love..." ganó el Premio Juno al sencillo internacional más vendido en el año 1976, habiendo vendido más de 200.000 copias en la provincia de Quebec.

## Lista de canciones
sencillo 7" (1976)
A "I Love to Love" — 3:02"
B "Disco Fever" — 4:12
maxi 12" (1986)
A1 "I Love To Love" (12" Teenage Mix)" — 5:56
B1 "I Love To Love" (7'' Instrumental Version) — 3:31
B2 "Sunburn" (12" Mix) — 4:52

## Posicionamiento en listas
| Lista (1976)                             | Máxima posición |
| ---------------------------------------- | --------------- |
| Argentina (Cash Box)                     | 8               |
| Australia (Kent Music Report)            | 6               |
| Austria (Singles Chart)                  | 20              |
| Bélgica(Flandes) (Ultratop 50)           | 4               |
| Canadá (Top 40 HIts)                     | 14              |
| Irlanda (IRMA)                           | 1               |
| Noruega (VG-lista)                       | 2               |
| Sudáfrica (Springbok Radio)              | 4               |
| Suecia (Sverigetopplistan)               | 2               |
| Reino Unido (UK Singles Chart)           | 1               |
| Estados Unidos (Billboard Disco Singles) | 2               |
| Chart (1986) 1                           | Máxima posición |
| Reino Unido (UK Singles Chart)           | 67              |
| Chart (1987) 1                           | Máxima posición |
| Francia (Singles Chart)                  | 2               |
| Alemania (Offizielle Deutsche Charts)    | 5               |
| Reino Unido (UK Singles Chart)           | 87              |

1 Remix